# 小行星8688
小行星8688（8688 Delaunay）是一颗绕太阳运转的小行星，为主小行星带小行星。该小行星于1992年8月8日发现。

## 轨道参数
小行星8688的轨道半长轴为2.2728043 UA，离心率为0.173。